# Школа Матвея Казакова
Это здание — часть комплекса усадебных построек. О всей усадьбе см. усадьба Матвея Казакова.
Шко́ла Матве́я Казако́ва — здание в Малом Златоустинском переулке Басманного района Москвы, часть ансамбля исторической усадьбы архитектора Матвея Казакова. Было построено для размещения дополнительных аудиторий архитектурной школы Экспедиции кремлёвского строения. После смерти Казакова было продано наследниками и сдавалось в аренду под жилые и торговые помещения. После распада СССР являлось предметом имущественного спора между региональными и федеральными властями, из-за чего долгое время не ремонтировалось и пришло в аварийное состояние. Занимает площадь в 1194 м² на земельном участке в 0,05 га.

## История

### Приобретение и перестройка
В 1782 году Матвей Казаков выкупил у армейского капитана Пётра Белавина усадьбу на участке между Большим и Малым Златоустинскими переулками, стоимость сделки составила 4000 рублей. На тот момент большая часть территории не была застроена, господским домом служили исторические каменные палаты в восточной части. Сведений о точной дате их возведения или об авторе проекта не сохранилось. В 1785-м Матвей Казаков начал масштабную перепланировку всей усадьбы: палаты на восточной половине участка были вдвое расширены за счёт пристроек, половина здания предназначалась для семьи и самого архитектора, а вторую часть собирались сдавать внаём. Центральный протяженный фасад здания был обращен во двор, а на красную линию Малого Златоустинского выходил торцевой. Слева от главного дома был построен небольшой двухэтажный флигель, ещё два подобных ему расположили в западной части усадьбы. Все дома получили лаконичное и сдержанное оформление. От бывших садов оставили небольшой участок рядом с оградой Златоустовского монастыря.
На угловой западной части усадьбы был возведён новый дом — «чертёжная» Матвея Казакова, которая стала вторым корпусом Архитектурной школы при Кремлёвской экспедиции. Сам Казаков описывал её так:
Назначаемым ученикам весьма способнее будет обучаться и заимствовать на первый случай от сотоварищества архитектурных помощников и учеников, имеющих в теории, а некоторые и в практике довольные знания. <...> Четыре комнаты с кухнею на нижнем этаже, вверху ж большой зал с прихожею, два кабинета и архив для чертежей и моделей.
В реестре «Указатель Москвы» за 1793 год здание школы Казакова обозначено под номером 275 в третьем квартале Малого Златоустинского переулка. Примечательно, что оно было спланировано практически одинаково с крылом Старого Московского университета на Моховой улице, строительство которого в тот же период возглавлял Казаков.
Архитектор Алексей Бакарев, который был другом и учеником Казакова, называл школу и дом в Златоустинском переулке «центром развития архитектурной мысли»:
Дом был открытым для любителей, художников, а также ученых людей и всякий интересовался его беседами. Он радушен был для всех и каждого, никогда никому не отказывал в советах и наставлениях.
Среди постоянных гостей и учеников в Малом Златоустинском переулке были Иван Еготов, Осип Бове, Иван Соколов, Евграф Тюрин, Иван Таманский, а также сыновья Матвея Казакова: Василий, Матвей и Павел. Благодаря школе Казакова сложилась целая плеяда выдающихся молодых архитекторов, именно они позднее занимались восстановлением столицы после пожара 1812 года.

### Разделение наследниками
В 1816 году сыновья Казакова были вынуждены продать угловую часть владения, новым хозяином стал мещанин Пётр Бурелли. Оставшуюся часть владения поделили на три части, усадьба перестала быть единым ансамблем, судьба каждого из зданий сложилась по-своему.
Наиболее серьёзная перестройка здания школы была проведена в 1877 году под руководством архитектора Константина Быковского. В этот период был надстроен третий этаж, фасады расширены и продлены по линии переулка. При этом внутренняя планировка работы Казакова осталась нетронутой, вместе с ней — и большая часть интерьеров.

### После революции
После революции здания дома и школы Казакова были отданы под коммунальные квартиры. Папка с документами домовладения была потеряна почти полвека, поэтому записи о состоянии и использовании здания не велись. Только из воспоминаний москвичей установлено, что в разные периоды в доме находились трактир, мясная лавка, наёмные квартиры.
В 1953 году исследователь творчества Казакова Рувим Подольский занимался изучением наследия архитектора. В этот период была обнаружена папка с делом № 226, которая принадлежала зданию № 1/11 в Малом Златоустинском. Подольский проанализировал сохранившиеся чертежи и подтвердил, что, несмотря на перестройку Быковского, основная конструкция проекта 1780-х осталась неизменной. По результатам своего исследования Подольский опубликовал статью в журнале «Архитектура СССР», в которой предложил увековечить память архитектора и установить мемориальную доску на фасаде бывшей школы. Тогда же родилась идея устроить в её здании музей с экспозицией рисунков и проектов самого Казакова и его учеников, библиотеку, выставить памятные предметы.
В конце 1980-х при Московском архитектурном институте (МАрхИ) был основан музей истории Московской архитектурной школы, для его растущей коллекции скоро потребовалось отдельное здание. Администрация института неоднократно обращалась к московским властям с просьбой провести реставрацию в школе Казакова и перевести туда музей МАрхИ. Несмотря на это, в 1989 году часть углового корпуса была передана хозяйственному управлению МВД России, договор аренды предусматривал проведение ремонта, который так и не был проведён. После пожара в 2003 году жильцов оставшихся коммунальных квартир расселили, здание признали аварийным. Год спустя правительство Москвы опубликовало постановление о проведении «полного комплекса ремонтно-реставрационных работ», средства на который должен был предоставить МАрхИ.

### После распада СССР

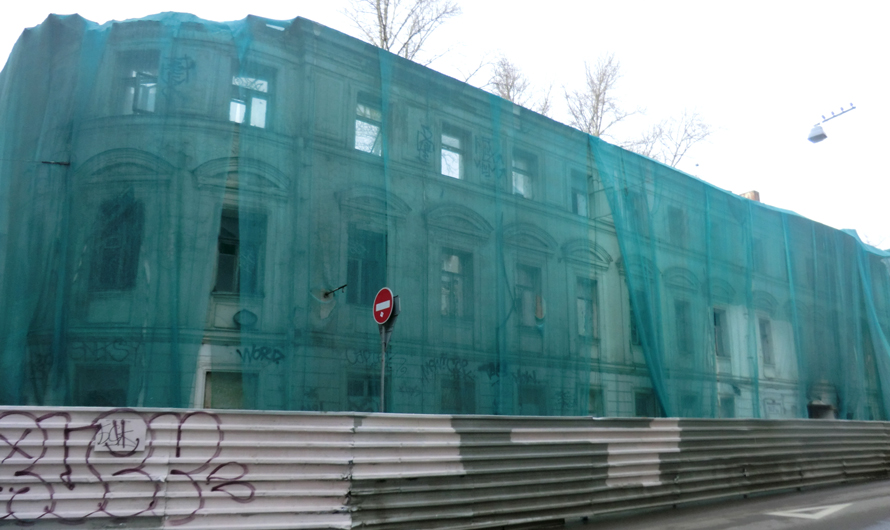
Боковой фасад, примерно 2010 год

20 февраля 1995 был подписан президентский указ о признании здания объектом культурного наследия федерального значения. Здание было выведено из эксплуатации и постепенно пришло в запустение: после нескольких пожаров обрушились кровля и деревянные перекрытия, пристройки во дворе были разобраны. Согласно рассказам очевидцев, в доме были видны «следы человеческого присутствия»: мусор и испражнения на полу, надписи на стенах.
Бюрократические проволочки оттянули окончательную передачу дома под управление института. В 2006-м вице-премьер Владимир Ресин обратился к мэру с письмом, в котором предлагал передать земельный участок под строительство жилого комплекса для ветеранов спортивного общества «Динамо». Подобное решение не было принято, однако разбирательство вновь затянулось, к весне 2008 года дом состоял на балансе ДЭЗ района «Басманное».
В августе 2008-го активисты общества «Архнадзор» вывесили на фасаде здания плакат «Дом архитектора Казакова так охраняется государством. Позор!». Этой акцией члены движения попытались привлечь внимание СМИ и общественности к судьбе здания. Озвучивались опасения, что многолетние проволочки с окончательным решением имущественного спора создаются намеренно: закон запрещал снос объекта культурного наследия, а земельный участок в центре столицы является ценным инвестиционным объектом и привлекал большое число девелоперов.

### Реставрация
18 апреля 2010 года активисты движения «Архнадзор» провели очередную акцию, призванную привлечь внимание общества и правительства к судьбе разрущающегося памятника культуры: с помощью проектора на стене здания транслировали видеозапись, где актёр в образе молодого Матвея Казакова призывал спасти дом от разрушения и привести в порядок другие выдающиеся строения из собрания его «Архитектурных альбомов». В том же году представители Москомнаследия заявили, что идёт разработка плана консервации здания, которая позволила бы уберечь здание от окончательного разрушения. На разработку проекта и поиск инвесторов был отведён срок в два года, однако за шесть месяцев с момента оглашения указа фактических изменений в состоянии дома не произошло.
18 января 2017 года Департамент культурного наследия города Москвы согласовал проект реконструкции здания школы, после восстановления его должны «приспособить к современным нуждам». Согласно проекту, для восстановления внешнего облика школы будут использоваться чертежи 1875 года. Здание школы было передано на баланс «Управления по эксплуатации зданий высших органов власти» при администрации президента России. По состоянию на апрель 2018-го фактические работы не начались.

## Список литературы
- Подольский Р. Дом и школа Матвея Казакова // Архитектура СССР : журнал. — 1953. — № 4. — С. 20—22.
- Иванова-Веэн Л. И., Киприн В. А., Багмет О. Б. Усадьба, которую мы теряем // Московский журнал. История государства Российского. — 2009. — Декабрь (№ 22 (228)). — ISSN 46200085660267.
- Власюк А. И. Казаков. — Гос. изд-во лит-ры по строительству и архитектуре, 1957. — С. [349] (стб. 1). — 370 с.
- Жданов О. О. Большой Златоустинский переулок // Путеводитель по улицам Москвы. Том 5. Кривоколенный и Потаповский переулки. — «Проспект», 2017.
- Романюк С. Чистые пруды. От Столешников до Чистых прудов. — Центрполиграф, 2015. — 384 с. — ISBN 978-5-227-05137-0.
- Шокарев С., Вострышев М. Вся Москва от А до Я. — Москва: Эксмо, 2011. — С. 288. — 1064 с. — ISBN 978-5-4320-0001-9.
- Артёмов В. В. Художники и архитекторы. — Москва: ОЛМА Медиа Групп, 2013. — С. 11. — (Великие имена России). — ISBN 978-5373-06464-5.